# 宜昌三峡国际机场
宜昌三峡国际机场是一个位于中国湖北省宜昌市的民用机场，1996年12月28日启用。宜昌三峡机场是三峡工程的重要配套项目，位于宜昌市猇亭区，距市中心26公里，距三峡大坝55公里。机场飞行区等级4D。

## 机场信息
宜昌三峡国际机场位于中国湖北省宜昌市猇亭区、夷陵区和枝江市交界处，距市中心26千米，距三峡大坝55千米  。为4D级国际支线机场、飞行区等级为4E级，国家航空一类口岸、鄂西渝东国际门户机场。全球首家500万客流量以下SKYTRAX四星机场。
2022年6月23日，T2航站楼启用。二期改扩建完成后，航站楼总面积7.38万平方米，可保障年旅客吞吐量500至800万人次。飞行区停机坪面积13.7万平方米，设有21个停机位；3200米跑道和3200米平行滑行道共同构成“一跑一平滑”的跑滑体系，可满足波音B767、空客A330等远程宽体客机起降标准，为机场开通远程洲际航线提供硬件支持。
2023年7月13日，宜昌三峡机场航空口岸扩大开放顺利通过国家验收，即日起实现全面对外开放，

## 未来发展
2019年4月，国务院批复同意宜昌航空口岸扩大对外国籍飞机开放，这标志着宜昌三峡机场将成为继武汉天河机场后湖北省第二家国际机场。目前，宜昌航空口岸属于限制性开放口岸，扩大后，宜昌航空口岸就成为全开放口岸。目前还需要对机场的口岸基础设施情况进行现场验收，通过验收后宜昌三峡机场将成为湖北省内首个支线国际机场。
三峡机场改扩建工程按照2025年年旅客吞吐量500万人次、年货邮吞吐量1.55万吨、年飞机起降3.4万架次的目标设计。建设内容包括跑道延长至3200米，将飞行区等级升级至4E级，增加跑道次降方向I类精密进近灯光系统(ALS)，局部滑行道向南延长至3200米，在平行滑行道与跑道间新建2条跑道端垂直联络道，改造T1航站楼，新建建筑面积25000平方米T2航站楼，21个机位的机坪，建筑面积3600平方米的货运用房，25000平方米的停车场以及消防救援、生产辅助用房等设施。新建跑道次降方向I类仪表着陆系统(ILS)，迁建南航向台，全向信标/测距仪台，以及建设其他航管、气象、通讯等空管设施。2021年7月2日上午10时08分，宜昌三峡机场T2航站楼整体钢网架屋盖顺利完成封顶，目前建设者们正全力冲刺今年主体竣工目标，确保国际航站楼于明年3月通过国家口岸验收。
2023年7月13日，宜昌三峡机场航空口岸扩大开放顺利通过国家验收，即日起实现全面对外开放，成为湖北省第二个全面对外开放的航空口岸、“宜荆荆”都市圈唯一航空口岸，后期向民航局申请获批后，成为湖北省第二家以“国际”冠名的机场。2005年，三峡机场航空口岸经国务院批准对外开放（限中国籍飞机出入境），2007年通过国家口岸验收。2017年7月，三峡机场航空口岸扩大开放（对外籍飞机开放）列入国家口岸开放审理计划。2019年3月，国务院批复同意三峡机场航空口岸扩大对外国籍飞机开放。为满足航空口岸扩大开放相关要求，2017年，宜昌市按照4E机场设计、4D机场建设和使用标准，启动三峡机场二期改扩建项目，总投资23.69亿元。2021年8月，宜昌对三峡机场国际航站楼设计方案进行优化完善和变更，投资2.4亿元将原T1航站楼改造为国际航站楼，并于2022年7月启动改建。2022年12月31日，国际航站楼竣工验收，2023年2月14日通过民航行业验收。目前，三峡机场航空口岸基础设施及查验设施均已建设并调试完成，并分别通过民航专业工程验收、行业验收并取得相关验收报告，达到口岸扩大开放验收和使用的条件。|url=https://www.hubei.gov.cn/hbfb/rdgz/202307/t20230714_4748815.shtml%5B%5D

## 航点
2019年夏秋航季

### 境內航線
| 航空公司     | 目的地                                                                   |
| ------------ | ------------------------------------------------------------------------ |
| 福州航空     | 福州、天津、包头、海口、哈尔滨、太原、大连、泉州、宁波、深圳（经停梅州） |
| 中国东方航空 | 成都、广州、太原、揭阳、上海/浦东、昆明、济南、黄山                      |
| 海南航空     | 北京/首都、三亚、天津、杭州、乌鲁木齐                                    |
| 东海航空     | 北京/首都、深圳、兰州、珠海                                              |
| 首都航空     | 贵阳、杭州、北京/首都、海口                                              |
| 长安航空     | 西宁、西安、温州、三亚                                                   |
| 厦门航空     | 呼和浩特、厦门                                                           |
| 四川航空     | 常州、成都                                                               |
| 桂林航空     | 桂林、徐州                                                               |
| 吉祥航空     | 深圳、银川                                                               |
| 祥鹏航空     | 昆明、宁波                                                               |
| 北部湾航空   | 南宁、天津                                                               |
| 中国国际航空 | 北京/首都                                                                |
| 中国南方航空 | 广州、揭阳                                                               |
| 深圳航空     | 深圳                                                                     |
| 上海航空     | 上海/浦东                                                                |
| 九元航空     | 广州                                                                     |
| 青岛航空     | 大连                                                                     |

### 港澳台/国际航線
| 航空公司   | 目的地              |
| ---------- | ------------------- |
| 青岛航空   | 胡志明市、曼谷/廊曼 |
| 大灣區航空 | 香港                |

## 历年吞吐量
| 年份 | 旅客吞吐量（人） | 增长率 | 货邮行吞吐量（吨） | 增长率  |
| ---- | ---------------- | ------ | ------------------ | ------- |
| 2007 | 538,112          | 8.04%  | 2,408.6            | 22.52％ |
| 2008 | 523,234          | -2.8%  | 2,676.0            | 11.1%   |
| 2009 | 657,507          | 25.7%  | 3,498.4            | 30.7%   |
| 2010 | 724,121          | 10.1%  | 3,184.7            | -9.0%   |
| 2011 | 778,004          | 7.4%   | 3769.3             | 18.36%  |
| 2012 | 901,366          | 15.9%  | 3,996              | 6%      |
| 2013 | 900,076          | -0.1%  | 4,628              | 15.8%   |
| 2014 | 1,127,093        | 25.2%  | 4,294.0            | -7.2%   |
| 2015 | 1,244,275        | 10.4%  | 3,608.7            | -16%    |
| 2016 | 1,535,707        | 23.4%  | 3,806.8            | 5.5%    |